# Screamer pipe
Un screamer pipe es un tipo de configuración de escape que se instala en algunos motores de gasolina turboalimentados con una válvula de descarga externa. Esta válvula expulsa los gases de escape a la atmósfera a través de un tubo separado sin silenciador, en lugar de devolverlos al conducto de escape principal. Este sistema de escape es conocido por su alto nivel de ruido.

## Principio de funcionamiento
Para regular la presión de sobrealimentación en los motores turboalimentados, se instala una válvula de descarga que permite que los gases de escape desvíen la turbina y fluyan directamente por el tubo de escape.  Esto puede causar un flujo de aire turbulento alrededor de la turbina y una alta contrapresión del escape. Para solucionar este problema, los gases se pueden redirigir por una tubería independiente y ventilar directamente a la atmósfera, lo que mejora el rendimiento.

## Limitaciones
Esta configuración permite que los gases de escape fluyan directamente a la atmósfera, evitando así el paso por el convertidor catalítico o el silenciador de escape, lo que la hace ilegal para circular en la vía pública en muchos países debido a las normativas sobre ruido y emisiones. Si bien las leyes sobre emisiones no se aplican fuera de la vía pública en la mayoría de los países, muchos circuitos tienen normas de ruido estrictas, que prohíben una vez más el uso de tubos de escape.